# Raymond Mastrotto
Raymond Mastrotto (Auch, 1 november 1934 - Labatut, 11 maart 1984) was een Frans profwielrenner.

## Biografie
Mastrotto was professioneel wielrenner van 1958 tot 1968. Door zijn afkomst en zijn uitzonderlijke kracht had hij als bijnaam "de stier van Nay". Hij moest in 1968 zijn wielercarrière noodgedwongen beëindigen nadat hij tijdens een trainingsrit was aangereden door een auto. Hij stierf ten gevolge van een hartinfarct, opgelopen tijdens een fietstochtje in 1984.
Zijn meest in het oog springende overwinning boekte hij in 1962 door zijn overwinning in het eindklassement van de Dauphiné Libéré. Een andere belangrijke overwinning was de 17e etappe in de Ronde van Frankrijk van 1967.

## Belangrijkste overwinningen
1957
4e etappe Ronde van Bretagne
Parijs-Chauny
1958
7e etappe in de Vredeskoers
1e etappe Ronde van Gard
1959
2e etappe Ronde van Ariège
Eindklassement Ronde van Ariège
5e etappe Critérium du Dauphiné Libéré
Bergklassement Critérium du Dauphiné Libéré
1960
Challenge Sédis
Promotion Pernod
Prestige Pernod
7e etappe deel B Critérium du Dauphiné Libéré
1962
Eindklassement Critérium du Dauphiné Libéré
4e etappe in Ronde van Eibar.
1967
17e etappe Ronde van Frankrijk

## Resultaten in voornaamste wedstrijden
| Jaar | Ronde van Italië | Ronde van Frankrijk | Ronde van Spanje |
| ---- | ---------------- | ------------------- | ---------------- |
| 1959 |                  | buiten tijd         |                  |
| 1960 |                  | 6e                  |                  |
| 1961 |                  | 19e                 |                  |
| 1962 |                  | 29e                 |                  |
| 1964 |                  | 28e                 |                  |
| 1965 |                  | 39e                 |                  |
| 1966 |                  | 50e                 |                  |
| 1967 |                  | 36e (1)             |                  |

| Jaar | Milaan-San Remo | Parijs-Roubaix | Ronde van Lombardije | Parijs-Tours |  | WK op de weg |  | Wereldranglijsten |
| ---- | --------------- | -------------- | -------------------- | ------------ |  | ------------ |  | ----------------- |
| 1959 | 35e             | 53e            | 21e                  | 55e          |  |              |  |                   |
| 1960 |                 |                | 35e                  | 77e          |  | 12e          |  | 4e (SPP)          |
| 1961 |                 |                |                      |              |  |              |  |                   |
| 1962 |                 |                | 29e                  | 81e          |  |              |  |                   |
| 1964 |                 | 78e            |                      |              |  |              |  |                   |
| 1965 |                 |                | 35e                  | 76e          |  |              |  |                   |
| 1966 |                 |                |                      |              |  |              |  |                   |
| 1967 | 58e             |                |                      | 63e          |  |              |  |                   |

## Hommage
- Elk jaar wordt in de maand juli ter ere van Raymond Mastrotto een wielerwedstrijd, “la Rymond Mastrotto”, georganiseerd in Nay. De lengte van de koers is 105 km en gaat over de cols Aubisque en de Soulor.